# 安藤紗々
安藤 紗々（あんどう ささ、8月13日 - ）は、日本の作詞家。歌手としての別名義にrisuko、ささかまリス子。
作詞家としては、主にアニメソングやキャラクターソングの分野で活動している。東京都出身、明治学院大学卒業。

## 来歴
2008年に音楽ユニット「LOOPCUBE」へボーカルで加入し「risuko」名義で活動。秋葉原ディアステージで活動していた際に霧島若歌、上花楓裏らと共にアニメ『アイカツ!』歌唱担当者のユニット「STAR☆ANIS」の一員に選ばれ「ささかまリス子」名義で神崎美月（CV：寿美菜子）のボーカルを担当していた。
2016年に霧島、上花との3人でユニット「Mia REGINA」を結成し、ランティスよりデビュー。
2017年8月23日に発売された『THE IDOLM@STER MILLION LIVE! M@STER SPARKLE 01』に収録された周防桃子（CV：渡部恵子）のキャラクターソング「ローリング△さんかく」で「安藤紗々」名義により作詞家デビュー。
2018年10月よりハートカンパニー所属となり、アニメソングやキャラクターソング、声優・VTuberへの楽曲提供で活動している。2020年7月より、月刊ホビージャパンの読者参加企画『Cheer球部!』で文芸を担当。
2021年3月、Twitterで「ささかまリス子」が安藤自身の別名義であることを公表した。

## 参加作品
「risuko」名義での参加作品はLOOPCUBE、「ささかまリス子」名義での参加作品はMia REGINAも参照。

### 楽曲提供
- ARCANA PROJECT

『ACE of WANDS』（シングル）
『カンパネラ響く空で』（シングル）
『キミトナラ』（シングル『カンパネラ響く空で』収録）
『新・Fairytale』（シングル『カンパネラ響く空で』収録）
『きっと、その未来にたどり着くから。』（シングル『たゆたえ、七色』収録）
『Ophelia』（シングル『たゆたえ、七色』収録）
『迷わないConquest』（シングル『とめどない潮騒に僕たちは何を歌うだろうか』収録）
『恋衣』（シングル）
『革命的レイメイ』（シングル『恋衣』収録）
- 上田麗奈

『ティーカップ』（アルバム『Empathy』収録）
- 遠藤瑠香

『Follow Me!!』（シングル）
『NO FEAR !』（シングル）
- 桜野羽咲

『劇薬のシュロギスモス』（シングル）
- さよならステイチューン

『誰もがふりむくキラキラした女の子』（シングル）
- 田所あずさ

『あずさ2号のテーマ』（シングル『イコール』収録）
『RIVALS』（シングル）
- D4DJ

Happy Around!『君にハピあれ♪』（シングル『Happy Music♪』収録）
Happy Around!『はぁ～い☆FORTUNE!』（シングル『SHUFFLE HEART BEAT』収録）
D4DJ ALL STARS『LOVE!HUG!GROOVY!!』（シングル『ぐるぐるDJ TURN!!』収録）
- 樋口楓

『現代社会、ヒロインは！』（アルバム『AIM』収録）
『イロドレ・ファッショニスタ！』（アルバム『i^x=K』収録）
- ミームトーキョー

『ROAR』（シングル）
『ニュー・ポスト』（シングル）
『OVERNIGHT』（シングル『アニモア』収録）
- ミライアカリ

『Fly to NEW WORLD』（シングル）

### 主題歌・挿入歌作詞
- アイドルマスター ミリオンライブ!
- アイドリッシュセブン[2]
- アフリカのサラリーマン（挿入歌「いざ、はばたけ」）
- アサルトリリィ BOUQUET（ED曲「Edel Lilie」）
- いわかける! - Sport Climbing Girls -
- まえせつ!
- おちこぼれフルーツタルト
- D4DJ First Mix（挿入歌「Happy around Days」）

### 読者参加企画
- Cheer球部!（文芸、作詞）